# Vestingwerken van Menen

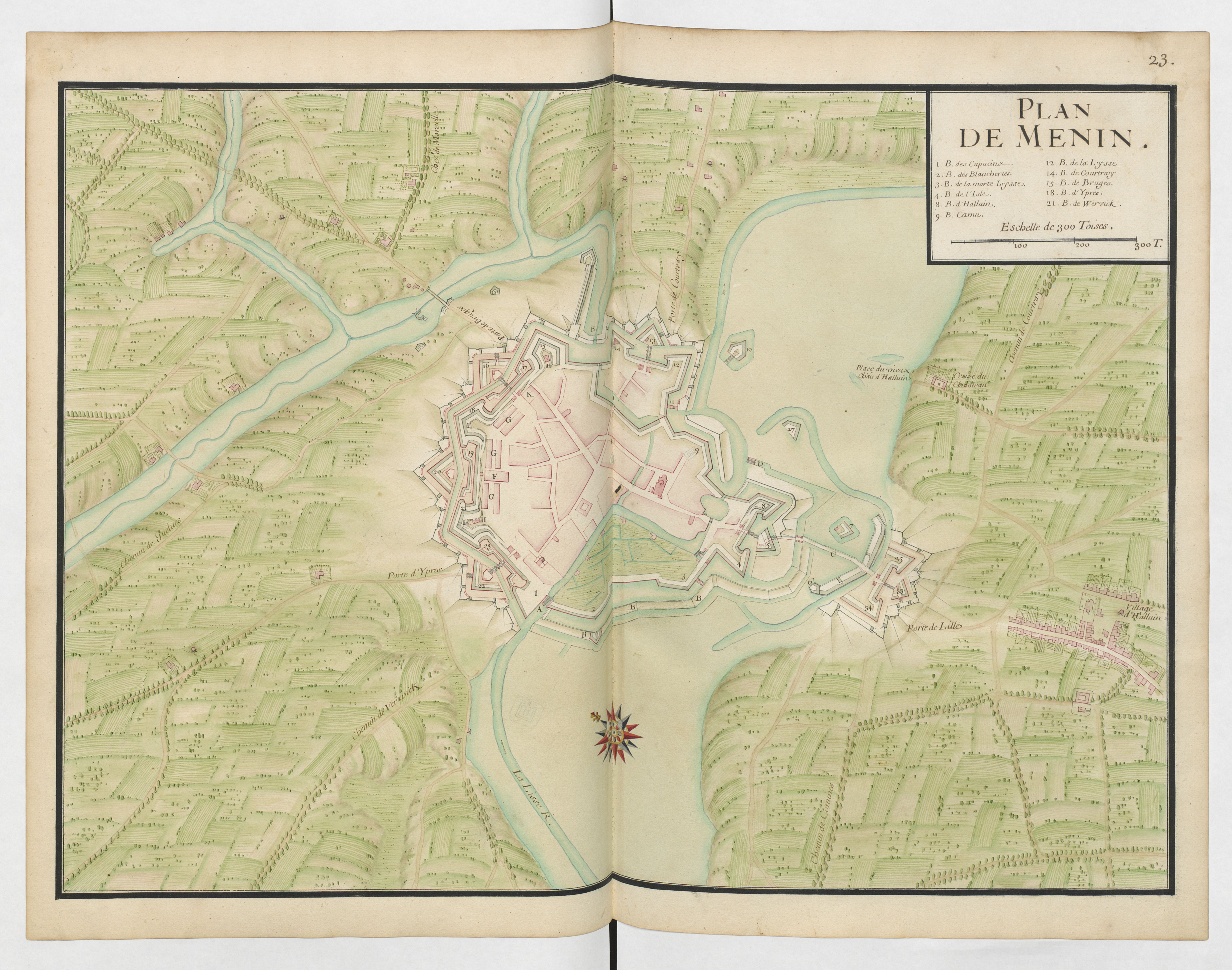
Kaart van de vesting

De vestingwerken van Menen zijn de verdedigingswerken in de West-Vlaamse grensstad Menen, België.

## Geschiedenis
Hoewel aan Menen al in 1351 stadsrechten werden verleend bleef Menen een open stad en duurde het nog tot 1566 vooraleer er sprake was van de aanleg van enkele versterkingen, met name om de Spaanse troepen tegen te houden. Pas in 1578 kwam er een serieuze omwalling, op initiatief van de calvinistische republiek van Gent. Eerst ging het om aarden stadswallen met grachten en palissades. De grachten werden gevoed door de Leie. De versterking werd geleidelijk verbeterd tot er fronten en bastions werden gebouwd. Ook waren er vier stadspoorten: de Ieperse Poort, de Brugse Poort en de Kortrijkse Poort, terwijl de Rijselse Poort aan de (niet beschermde) oever van de Leie lag.
Na 1621 werd Menen een grensstad die herhaaldelijk werd aangevallen en daarbij schade opliep. In 1644 werden de versterkingen gesloopt.
Met de Vrede van Nijmegen in 1678, na herhaalde Franse aanvallen, kwam Menen aan Frankrijk, en vanaf 1679 werd de stad uitgebouwd tot een belangrijke vestingstad die paste in de dubbele verdedigingslinie die de noordelijke grens van Frankrijk diende te beschermen. Het was Vauban die deze vesting ontwierp. Hij breidde de reeds bestaande vestinggordel uit met grote bastions, lunetten en een tenaille. Ook de Leie-oever werd voortaan beschermd met bastions. Aan de overzijde van de Leie kwamen twee overstromingsgebieden, gescheiden door een dijk waaroverheen de Rijselseweg liep. Pas in 1689 waren de werken gereed, ze besloegen meer dan 63 hectare. In Halluin (Halewijn) moesten de kerk en tientallen huizen worden gesloopt.
In 1706 kwam Menen weer bij de Zuidelijke Nederlanden en in 1715 kwam er een Noord-Nederlands garnizoen ten gevolge van het Barrièretraktaat als verdediging tegen verwachte nieuwe Franse aanvallen. In 1744 werd Menen inderdaad opnieuw door de Fransen veroverd. Zij ontmantelden de vesting, hoewel de grondvesten behouden bleven. In 1748 was Menen weer in handen van de Oostenrijkse Nederlanden en kreeg de stad weer een Nederlands garnizoen. In 1782 maakte keizer Jozef II een einde aan het Barrièretraktaat.
In 1814 besloot men, onder Nederlands bewind, om Menen opnieuw te versterken, opnieuw in het kader van een tegen Frankrijk gerichte verdedigingsgordel. Vanaf 1817 werd deze vesting op de grondslagen van de vesting van Vauban gebouwd. In 1830 was het werk nog niet voltooid. Menen werd Belgisch en in 1852 werd besloten om zich te concentreren op een gordel rond de stad Antwerpen. Veel van de militaire gronden en gebouwen werden verkocht en voor een goed deel werden de werken gesloopt.

## Huidige situatie

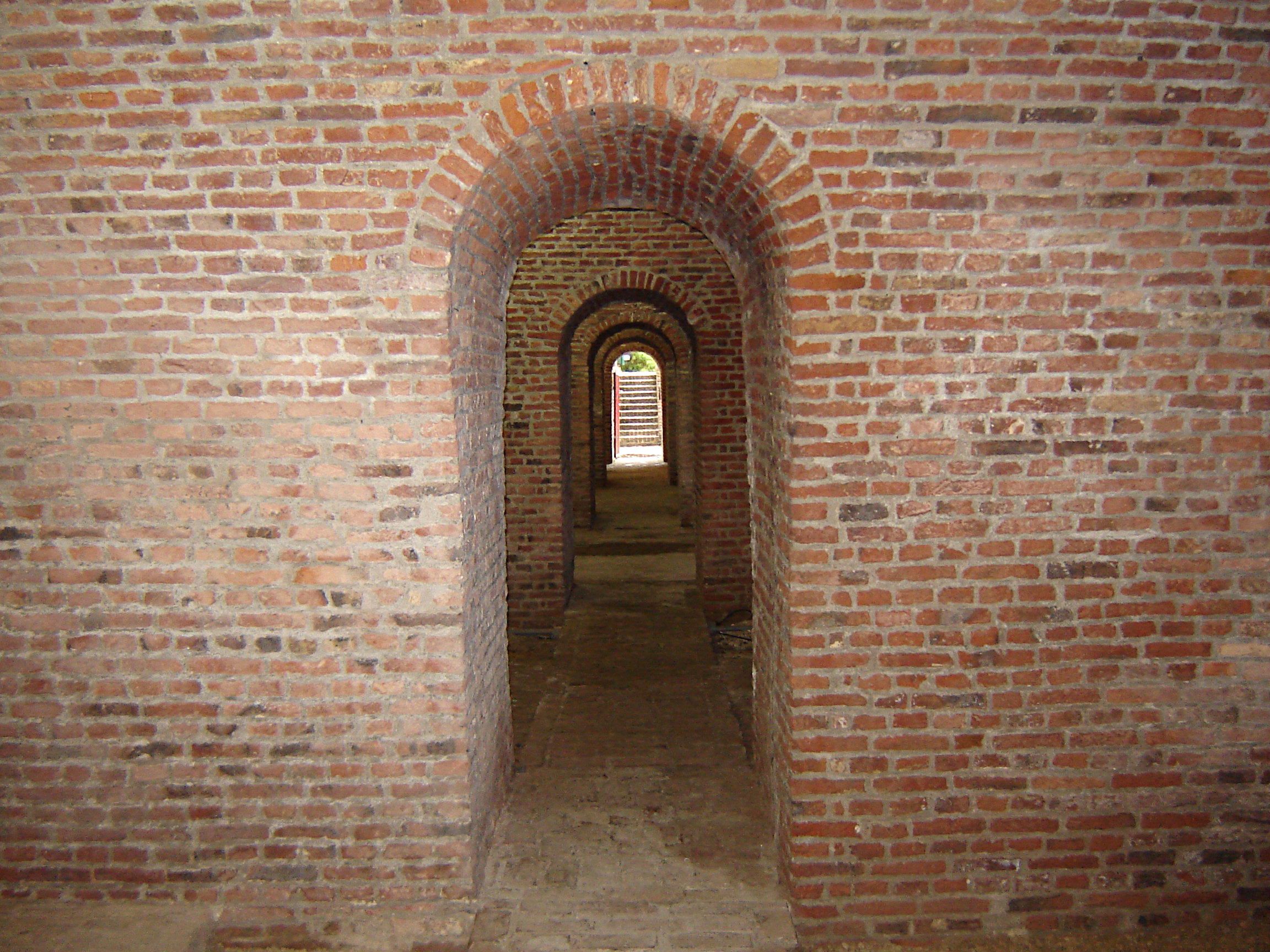
Kazematten

Delen van de vestingstructuur, en ook het Militair Hospitaal, bleven behouden. Zo is er een deel van de stadsmuur en een aantal kazematten bewaard gebleven. Zo zijn er een aantal kazematten uit de Nederlandse periode (1817-1830) welke boven op de kazematten uit de tijd van Vauban werden gebouwd. In de periode 1996-1999 werden restauratiewerkzaamheden uitgevoerd.
De restanten van de verdedigingswerken vindt men nabij de Benediktinessenstraat, de Blekerijvesting, de Oude Leielaan, de Rijselstraat, de Vaubanstraat en de Waalvest.